# Es war einmal … nach Roald Dahl
Es war einmal … nach Roald Dahl (Originaltitel Revolting Rhymes) ist ein britisch-deutscher computeranimierter Fernsehfilm. Der Kurzfilm entstand unter der Regie von Jakob Schuh und Jan Lachauer und wurde von Magic Light Pictures produziert. Der Film basiert auf dem gleichnamigen Buch von Roald Dahl, das von Quentin Blake illustriert wurde. Der zweiteilige Film erzählt fünf der sechs Gedichte in diesem Buch nach. Die Filme wurden in Berlin (Magic Light Pictures Berlin) und Kapstadt (Triggerfish Animation Studios) produziert. In Großbritannien wurde es von der British Broadcasting Corporation ausgestrahlt, in den Vereinigten Staaten von Public Broadcasting Service. Die DVD erschien am 6. Februar 2017 im Handel.
Der Film wurde auch als Bester animierter Kurzfilm bei der Oscarverleihung 2018 nominiert.

## Handlung
Eine Frau betritt zusammen mit einem Wolf ein Restaurant, sie setzen sich an einen Tisch und die Frau erkundigt sich, was der Wolf hier tue, so weit von zu Hause entfernt. Er wartet auf einen alten Freund, sie darauf, die Kinder im Haus gegenüber zu babysitten. Zum Märchenbuch, dass sie dafür bei sich trägt, meint der Wolf, dass er Rotkäppchen hasst und Schneewittchen im Moment blonde Haare hat. Er hatte zwei Neffen, die von Rotkäppchen ermordet wurden.
Er erzählt, wie Rotkäppchen und Schneewittchen sich beim Begräbnis von Schneewittchens Mutter treffen und anfreunden. Der König, Schneewittchens Vater, findet eine neue Königin, die Stiefmutter mit dem Spiegel. Jahre später ist Schneewittchen erwachsen und der Spiegel erzählt der Königin, dass Schneewittchen ihrer Schönheit den Rang abgelaufen hat. Sie beauftragt den Jäger mit der Ermordung Schneewittchens. Im Anschluss verlässt der erste Neffe des Wolfes den Wald und geht in die Stadt. Dort besucht der Rotkäppchens Großmutter und frisst sie. Da er trotzdem noch hungrig ist, beschließt er, auf Rotkäppchens Besuch zu warten. In der Zwischenzeit entführt der Jäger Schneewittchen. Rotkäppchen versucht ihn zu hindern, scheitert jedoch. Der Jäger lässt aber seine Pistole fallen. Als Rotkäppchen zurück nach Hause kommt, findet sie den Wolf statt ihrer Großmutter auf. Rotkäppchen erschießt den Wolf mit der Waffe des Jägers, sein Fell verarbeitet sie zu einem Pelzmantel. Zur gleichen Zeit fleht Schneewittchen den Jäger an, sie am Leben zu lassen. Er lässt sie gehen und kauft beim Metzger ein Herz, um der Königin den Tod Schneewittchens zu beweisen. Diese isst das Herz roh. Schneewittchen flüchtet aus der Stadt und zieht mit sieben Männern zusammen, alle ehemalige Jockeys. Diese setzen ihr gesamtes Vermögen in Pferdewetten, was Schneewittchen ändern will. Rotkäppchen trifft im Wald den Wolf, während sie um Schneewittchen trauert, an deren Tod sie glaubt. Als er bemerkt, dass sie den Pelz seines Neffens trägt, verlässt er sie fluchtartig.
Der zweite Neffe des Wolfes fraß zwei Schweine, die sich Häuser aus Stroh und Stöcken bauen wollen und dafür vom „Schweinebanker“ die Ersparnisse von Rotkäppchen geliehen bekamen. Als der Wolf das dritte Schwein in der Bank sieht, beschafft er Dynamit. Der Schweinebanker ruft Rotkäppchen zu Hilfe und als der Wolf das Dynamits zündet, erschießt ihn Rotkäppchen mit der Pistole des Jägers. Das Bankenschwein aber will sie nicht belohnen, er hat ihr Sparschwein und auch die Ersparnisse der anderen selbst gestohlen. Daraufhin wird er von Rotkäppchen ebenfalls erschossen. Schneewittchen stiehlt den Spiegel der Stiefmutter und kann den Jockeys so das siegende Pferd im nächsten Rennen vorhersagen. Sie setzen ihr ganzes Vermögen und Schneewittchen trifft sich mit Rotkäppchen, die froh ist, ihre Freundin lebend zu sehen. Die setzt das Geld des Schweinebänkers und schließlich sind sie alle Millionäre, haben zwei Wolfspelzmantel und einen Koffer aus Schweinsleder.
Während der Erzählung hat der Wolf die Frau gefesselt, trägt nun ihre Kleider und wartet. Die Bewohner des Hauses gegenüber sind Rotkäppchen und Schneewittchen, die die beiden Kinder Rotkäppchens alleine zu Hause lassen. Der Wolf betritt daraufhin das Haus und trifft auf die Kinder, die den Wolf gleich erkennen. Der Junge zeigt keinerlei Furcht, das ältere Mädchen hat Angst. Zusammen mit dem Wolf kocht der Junge einen Eintopf, da der Wolf hungrig ist. Als der Junge fragt, erwidert der Wolf, dass er ihn auffressen wolle. Doch das Mädchen ruft zur Märchenzeit, der Wolf stellt den Kurzzeitwecker und sie gehen zum Sofa.
Dort erzählt er ihnen die Geschichte von Aschenputtel und Hans, der Bohnenstange. Hans lebt Tür an Tür mit Aschenputtel und spioniert sie aus. Die beiden älteren Schwestern freuen sich schon sehr auf einen Ballbesuch, jedoch darf Aschenputtel nicht mitgehen. Die bleibt daher zu Hause, obwohl sie gern mitkommen würde. Hans hat eine böse Mutter, die ihn schlägt und von ihm verlangt, seine Kuh zu verkaufen. Stattdessen geht er in einen Laden für Zauberwaren und tauscht die Kuh gegen eine magische Bohne. Als er nach Hause kommt und die Mutter sieht, dass die Kuh gegen eine Bohne getauscht wurde, schlägt sie ihn mit einem Staubsauger und wirft die Bohne in den Mülleimer. Währenddessen gibt eine Fee Aschenputtel alles, was sie für den Ball braucht, doch soll sie vor Mitternacht zu Hause zu sein. Daraufhin geht Aschenputtel los und tanzt mit dem Prinzen. Kurz vor Mitternacht läuft sie schnell nach Hause. Der Prinz versucht sie aufzuhalten und reißt ihr das Kleid vom Leib. Aschenputtel läuft in Unterwäsche weiter und lässt ihre Pantoffeln liegen. Der Prinz nimmt sie und will diejenige heiraten, der sie passen. Eine der Stiefschwestern hört dies und ersetzt die Schuhe durch ihre eigenen. Am nächsten Tag ist eine riesige Bohnenstange mit goldenen Blättern aus der magischen Bohne gewachsen. Hans klettern an die Spitze, wo er einen Riesen sieht. Hans flüchtet und erzählt er seiner Mutter davon. Als die ihn nur dazu auffordert, endlich zu baden, schickt er sie die Bohne hoch, wo sie vom Riesen gefressen wird. Hans ist betrübt, beschließt aber dennoch zu baden, um endlich den Gestank loszuwerden. Ohne den Gestank kann der Riese ihn nicht mehr riechen. In der Zwischenzeit sucht der Prinz die Besitzerin des Schuhes. Als der der Stiefschwester passt, lehnt der Prinz ab. Die Stiefschwester erinnert ihn an seinen Schwur und wird daraufhin geköpft – ohne Kopf sei sie schöner. Als Aschenputtel das erfährt, will sie ihn nicht heiraten und soll auch geköpft werden. Daraufhin meint die Tochter Rotkäppchens, dass die Fee nochmals erscheinen solle. So darf sich Aschenputtel wünschen, kein Geld mehr zu haben und den Prinzen nicht mehr begehren. Der Prinz wird in eine Kröte verwandelt und Aschenputtel bittet um einen anständigen Mann. Die Fee führt sie zu Hans, den sie schließlich heiratet. Die beiden bekommen zwei Kinder und sind glücklich, wenn auch nicht reich.
Nachdem der Wolf die Geschichte beendet hatte, sind die Kinder eingeschlafen. Rotkäppchen kommt nach Hause, sieht das Buch der Babysitterin und den verkleideten Wolf. Der verlässt das Haus und, während Rotkäppchen die Suppe des Wolfs isst, die Stadt mit dem Bus in Richtung Wald.

## Synchronisation
Die deutsche Synchronisation übernahm das Studio Hamburg Synchron GmbH, Sascha Draeger führte Dialogregie.
| Rolle          | englischer Sprecher    | deutscher Sprecher      |
| -------------- | ---------------------- | ----------------------- |
| Wolf           | Dennis Storhøi         | Christoph Maria Herbst  |
| Rotkäppchen    | Rose Leslie            | Leoni Kristin Oeffinger |
| Schneewittchen | Gemma Chan             | Franciska Friede        |
| Böse Königin   | Tamsin Greig           | Désirée Nick            |
| Aschenputtel   | Bel Powley             | Celine Fontanges        |
| Babysitterin   | Tamsin Greig           | Eva Mattes              |
| Hans           | Isaac Hempstead-Wright | Flemming Stein          |
| Hans’ Mutter   | David Walliams         | Katharina Thalbach      |

## Auszeichnungen
| Preis | Tag der Preisverleihung           | Kategorie                | Empfänger | Ergebnis  | Einzelnachweise |
| ----- | --------------------------------- | ------------------------ | --------- | --------- | --------------- |
| 2018  | Academy Awards                    | Best Animated Short Film |           | Nominiert | [ 5 ]           |
| 2018  | British Academy Children’s Awards | Beste Animation          |           | Gewonnen  |                 |